# Енні Діллард
Енні Діллард (англ. Annie Dillard; до шлюбу Доак, нар. 30 квітня 1945) — американська письменниця (есеї, поезія, проза, літературна критика), викладачка. Авторка оповідної прози як у художній, так і в науково-популярній літературі, а також двох романів та мемуару. Володарка Пулітцерівської премії 1975 року за загальну документальну літературу (за роботу 1974 року «Пілігрим у Тинкер-Крік»). З 1980 року 21 рік викладала на кафедрі англійської мови Весліанського університету в Міддлтауні, штат Коннектикут. Книги Енні Діллард перекладені щонайменше 10 мовами. В її творах присутня екофеміністська тематика.

## Життєпис
Енні Діллард була старшою з трьох дочок у сім'ї. В автобіографії «Американське дитинство» (1987) вона описала зростання в районі Пойнт Бриз 50-х Піттсбурга в «будинку, повному коміків». Матір описує як енергійну нонконформістку. Батько навчив її корисних речей, таких як: сантехніка, економіка та фізика. В дитинстві багато читала, зокрема, геологію, природну історію, ентомологію, епідеміологію та поезію. На неї значно вплинули «Природний шлях до малювання» та «Польова книга ставків і струмків». Брала уроки фортепіано і танців, колекціонувала скельні породи та жуків, малювала.
Відвідувала пресвітеріанську церкву Шейдісайд у Піттсбурзі, хоча батьки ні. Провела чотири літа в таборі Першої пресвітеріанської церкви (FPC) у Лігоньє, штат Пенсільванія. У підлітковому віці перестала відвідувати церкву через «лицемірство». На повідомлення про своє рішення отримала чотири томи телевізійних доповідей К. С. Льюїса, з яких оцінила філософію цього автора щодо страждань, але в інших місцях виявила, що ця тема не розглянута. Відвідувала державні школи Піттсбурга до п'ятого класу, а потім школу Елліса до коледжу.
У 1965 одружилася зі своїм вчителем письма, поетом Р. Діллардом. У 1975 році розлучилася і переїхала з Роанока на острів Луммі поблизу Беллінгема, штат Вашингтон. Пізніше мала шлюб з  Гері Клевіденсом, професором антропології в коледжі Фейргейвен, народила доньку Коді Роуз. Пізніше одружилася з історичним біографом Робертом Д. Річардсоном, автором «Генрі Торо: життя розуму».
Після коледжу Діллард оголосила, що стала «духовно безладною». Її перша книга прози «Пілігрим у Тинкер-Крік» містить посилання не лише на Христа та Біблію, а й на іслам, юдаїзм, буддизм та духовність інуїтів. Діллард на деякий час прийняла римський католицизм, приблизно в 1988 році. У 1994 році вона виграла премію «Кемпіон», яку щороку присуджувала редакція Америки католицькому письменнику. У своїй книзі 1999 року «На час» вона описує свою відмову від християнства, описуючи передбачувану абсурдність деяких християнських доктрин, водночас заявляючи, що вона все ще залишається близькою до християнства та продовжує шанувати католицького письменника Тейяра де Шардена. На її особистому вебсайті її релігію зазначено як «ніякої».

## Кар'єра
Вивчала літературу в коледжі Голлінза (нині Університет) в Роаноку, штат Вірджинія. У 1968 році здобула магістерський ступінь з англійської, в дисертації про Генрі Девіда Торо показавши функціонування Волдена Понда як «центрального образа і центральної точки для наративного руху Торо між небом і землею». Перші кілька років після навчання Діллард писала олією, писала і вела щоденник. Опубліковано кілька її поезій та оповідань, поки вона працювала в Програмі боротьби з бідністю Джонсона.
У 1975 році Діллард переїхала на північний захід Тихоокеанського узбережжя  і чотири роки викладала у коледжі Фергейвен та Університеті Західного Вашингтона. У 1980 році вона розпочала 21-річну викладацьку кар'єру на факультеті англійської мови Весліанського університету в Міддлтауні, штат Коннектикут.
Роботи Енні Діллард порівнюють з роботами Вірджинії Вулф, Джерарда Менлі Гопкінса, Емілі Дікінсон, Вільяма Блейка та Джона Донна, і серед улюблених авторів вона цитує Ґенрі Джеймса, Томаса Гарді, Ґрема Ґріна, Джорджа Еліота та Ернеста Гемінґвея.

### Свята Фірма
У 1977 Діллард розпочала проєкт «Свята Фірма», у якому писала про те, що трапилося на острові Луммі протягом трьох днів. Коли на другий день розбився літак, Діллард замислилася над проблемою болю і дозволеного Богом «природного зла». Хоча «Свята Фірма» мала лише 66 сторінок, для завершення рукопису їй знадобилося 14 місяців і повний робочий день. Деякі критики запитували, чи була Діллард під впливом галюциногенів під час написання книги: Діллард відповіла, що не була.

### Зустрічі з китайськими письменниками
«Зустрічі з китайськими письменниками» (1984) — публіцистична робота. Одна частина відбувається в Китаї, де Діллард була членкинею делегації з шести американських письменників і видавців після падіння Банди чотирьох. У другій половині Діллард приймає групу китайських письменників, яких разом з Алленом Гінсбергом бере в Діснейленд.

## Нагороди
- «Пілігрим у Тинкер-Крік», книга-лауреатка Пулітцера 1975 року, увійшла до огляду «Random House» про 100 найкращих науково-популярних книг століття, та огляд 100 найкращих вестернських романів століття, проведений газетою «Los Angeles Times». 100 найкращих духовних книг століття також включає «Пілігрим у Тинкер-Крік». До 100 найкращих есе входить «Повне затемнення» з «Навчання каменю говорити». Дві книги Діллард здобули премію Моріса-Едгара Куантро за найкращий переклад англійською мовою. «Пілігрим у Титнкер-Крік» та переміг в 1999 році, а «Наразі» у 2002 році. Обидва були перекладені Сабіною Порте[18].
- У 2000 році «На час» Діллард здобула премію PEN/Diamonstein-Spielvogel за мистецтво есею[22].
- Щоб відзначити сторіччя свого міста в 1984 році, Бостонський симфонічний оркестр доручив серу Майклу Тіпетту скласти симфонію. Він заснував частину її тексту на «Пілігримі в Тинкер-Крік»[23].
- У 2005 році художниця Дженні Гольцер використала «Американське дитинство» разом із трьома іншими книгами у своїй ілюстрації «Для Піттсбурга», встановленій у Музеї Карнегі в Піттсбурзі[24].
- 10 вересня 2015 року Діллард нагороджена Національною гуманітарною медаллю[25].

## Основний доробок
- 1974 Білети на молитовне колесо
- 1974 Пілігрим у Тинкер-Крік
- 1977 Свята Фірма (анг. Holy The Firm)
- 1982 Життя. Художня література
- 1982 Навчання каменю говорити
- 1984 Зустрічі з китайськими письменниками
- 1987 Американське дитинство
- 1989 Письменницьке життя
- 1992 Живий
- 1995 Такі ранки: знайдені вірші
- 1999 Нині
- 2007 Maytrees
- 2016 Достаток: оповідні нариси старі й нові